# Genainville
Genainville és un municipi francès, situat al departament de Val-d'Oise i a la regió d'Illa de França. L'any 2007 tenia 535 habitants.
Forma part del cantó de Vauréal, del districte de Pontoise i de la Comunitat de comunes Vexin-Val de Seine.

## Demografia

### Població
El 2007 la població de fet de Genainville era de 535 persones. Hi havia 193 famílies, de les quals 28 eren unipersonals (4 homes vivint sols i 24 dones vivint soles), 60 parelles sense fills, 89 parelles amb fills i 16 famílies monoparentals amb fills.
La població ha evolucionat segons el següent gràfic:
Habitants censats

### Habitatges
El 2007 hi havia 229 habitatges, 196 eren l'habitatge principal de la família, 19 eren segones residències i 14 estaven desocupats. 207 eren cases i 17 eren apartaments. Dels 196 habitatges principals, 169 estaven ocupats pels seus propietaris, 23 estaven llogats i ocupats pels llogaters i 3 estaven cedits a títol gratuït; 2 tenien una cambra, 13 en tenien dues, 27 en tenien tres, 65 en tenien quatre i 89 en tenien cinc o més. 149 habitatges disposaven pel capbaix d'una plaça de pàrquing. A 77 habitatges hi havia un automòbil i a 108 n'hi havia dos o més.

### Piràmide de població
La piràmide de població per edats i sexe el 2009 era:
| Homes | Edats   | Dones |
| ----- | ------- | ----- |
| 0     | 95 o +  | 0     |
| 0     | 90 a 94 | 4     |
| 0     | 85 a 89 | 4     |
| 0     | 80 a 84 | 0     |
| 0     | 75 a 79 | 0     |
| 12    | 70 a 74 | 12    |
| 4     | 65 a 69 | 4     |
| 20    | 60 a 64 | 16    |
| 4     | 55 a 59 | 12    |
| 20    | 50 a 54 | 20    |
| 28    | 45 a 49 | 36    |
| 12    | 40 a 44 | 16    |
| 20    | 35 a 39 | 12    |
| 16    | 30 a 34 | 20    |
| 12    | 25 a 29 | 16    |
| 32    | 20 a 24 | 8     |
| 8     | 15 a 19 | 20    |
| 16    | 10 a 14 | 4     |
| 8     | 5 a 9   | 36    |
| 16    | 0 a 4   | 8     |

## Economia
El 2007 la població en edat de treballar era de 374 persones, 294 eren actives i 80 eren inactives. De les 294 persones actives 268 estaven ocupades (144 homes i 124 dones) i 26 estaven aturades (12 homes i 14 dones). De les 80 persones inactives 21 estaven jubilades, 38 estaven estudiant i 21 estaven classificades com a «altres inactius».

### Ingressos
El 2009 a Genainville hi havia 199 unitats fiscals que integraven 538 persones, la mediana anual d'ingressos fiscals per persona era de 23.667 €.

### Activitats econòmiques
Dels 31 establiments que hi havia el 2007, 1 era d'una empresa extractiva, 2 d'empreses de fabricació de material elèctric, 4 d'empreses de construcció, 6 d'empreses de comerç i reparació d'automòbils, 3 d'empreses d'hostatgeria i restauració, 3 d'empreses financeres, 4 d'empreses immobiliàries, 5 d'empreses de serveis i 3 d'empreses classificades com a «altres activitats de serveis».
Dels 8 establiments de servei als particulars que hi havia el 2009, 1 era un paleta, 1 fusteria, 1 lampisteria, 1 empresa de construcció, 2 veterinaris, 1 restaurant i 1 agència immobiliària.
L'únic establiment comercial que hi havia el 2009 era una botiga de material esportiu.
L'any 2000 a Genainville hi havia 3 explotacions agrícoles que ocupaven un total de 435 hectàrees.

## Equipaments sanitaris i escolars
El 2009 hi havia una escola elemental.

## Poblacions més properes
El següent diagrama mostra les poblacions més properes.